# Senegalia
Senegalia Raf., 1838 è un genere di piante angiosperme della famiglia delle Fabacee.

## Descrizione
Le specie di questo genere assomigliano molto a quelle del genere Acacia; si caratterizzano per l'infiorescenza spiciforme e per le stipole prive di spine.

## Distribuzione e habitat
Il genere ha un areale pantropicale, che si estende dalle Americhe, all'Africa, all'Asia e all'Oceania.

## Tassonomia
Le specie di questo genere erano in passato attribuite al genere Acacia (sottogenere Aculeiferum).

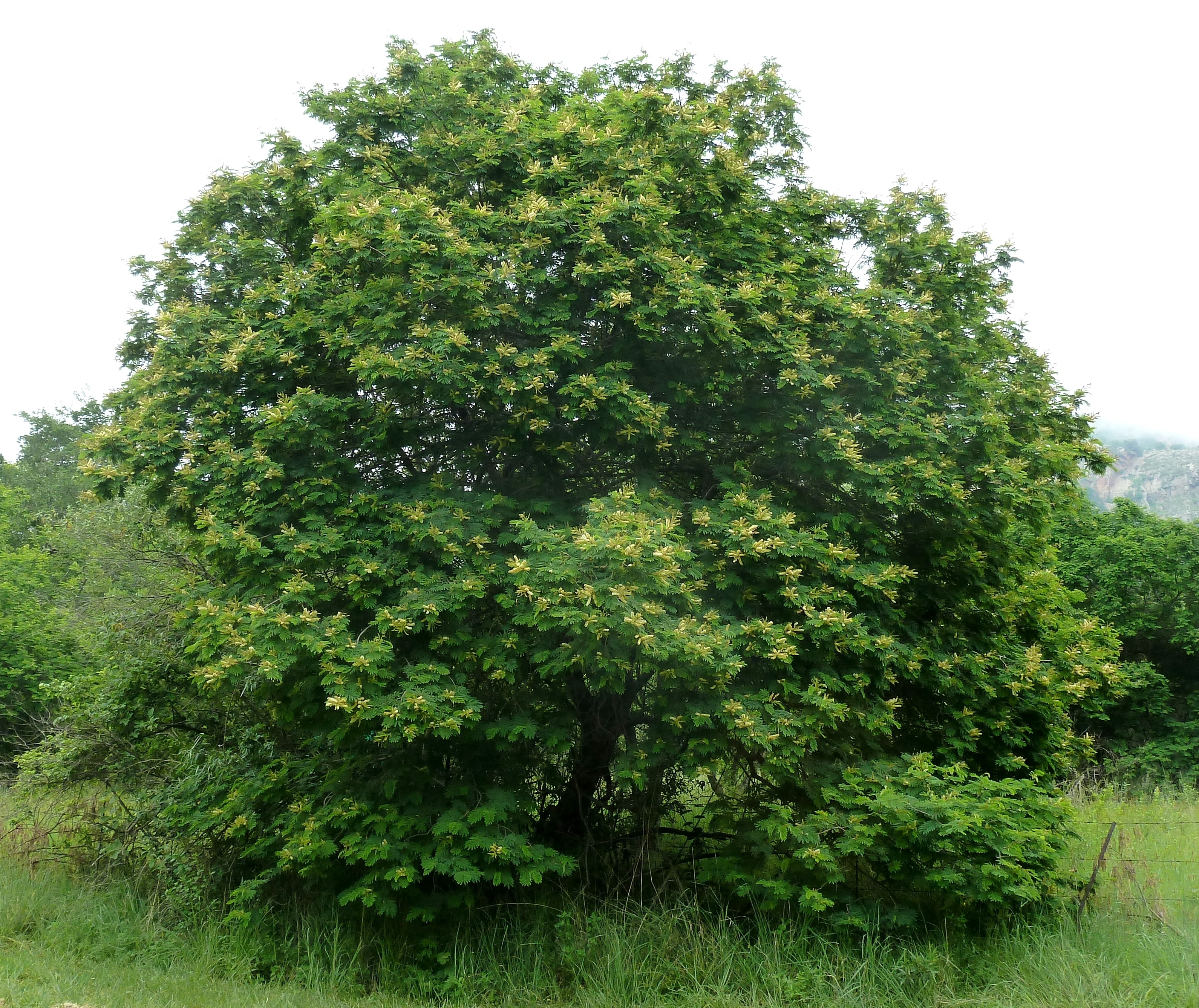
Senegalia ataxacantha

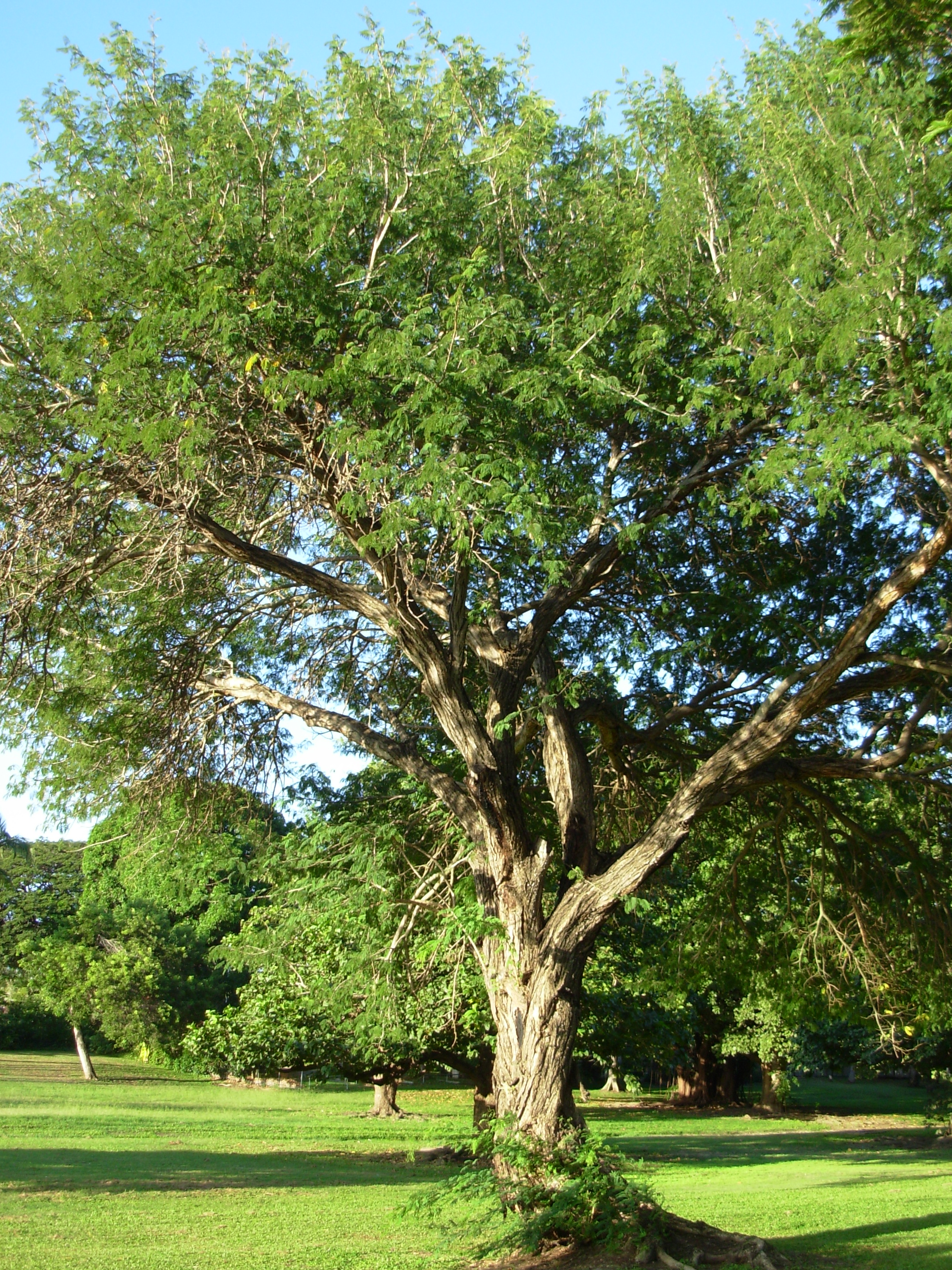
Senegalia catechu

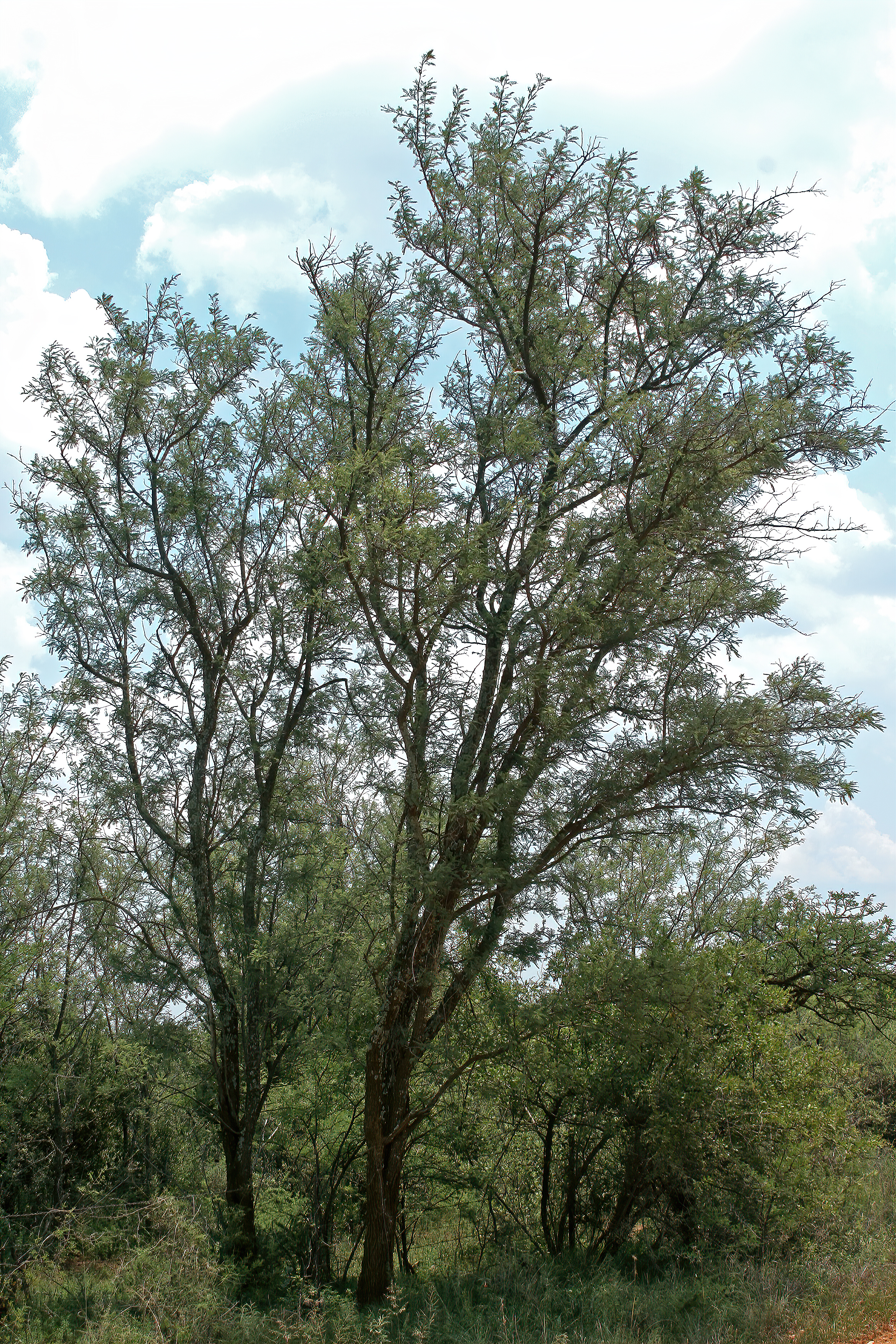
Senegalia hereroensis

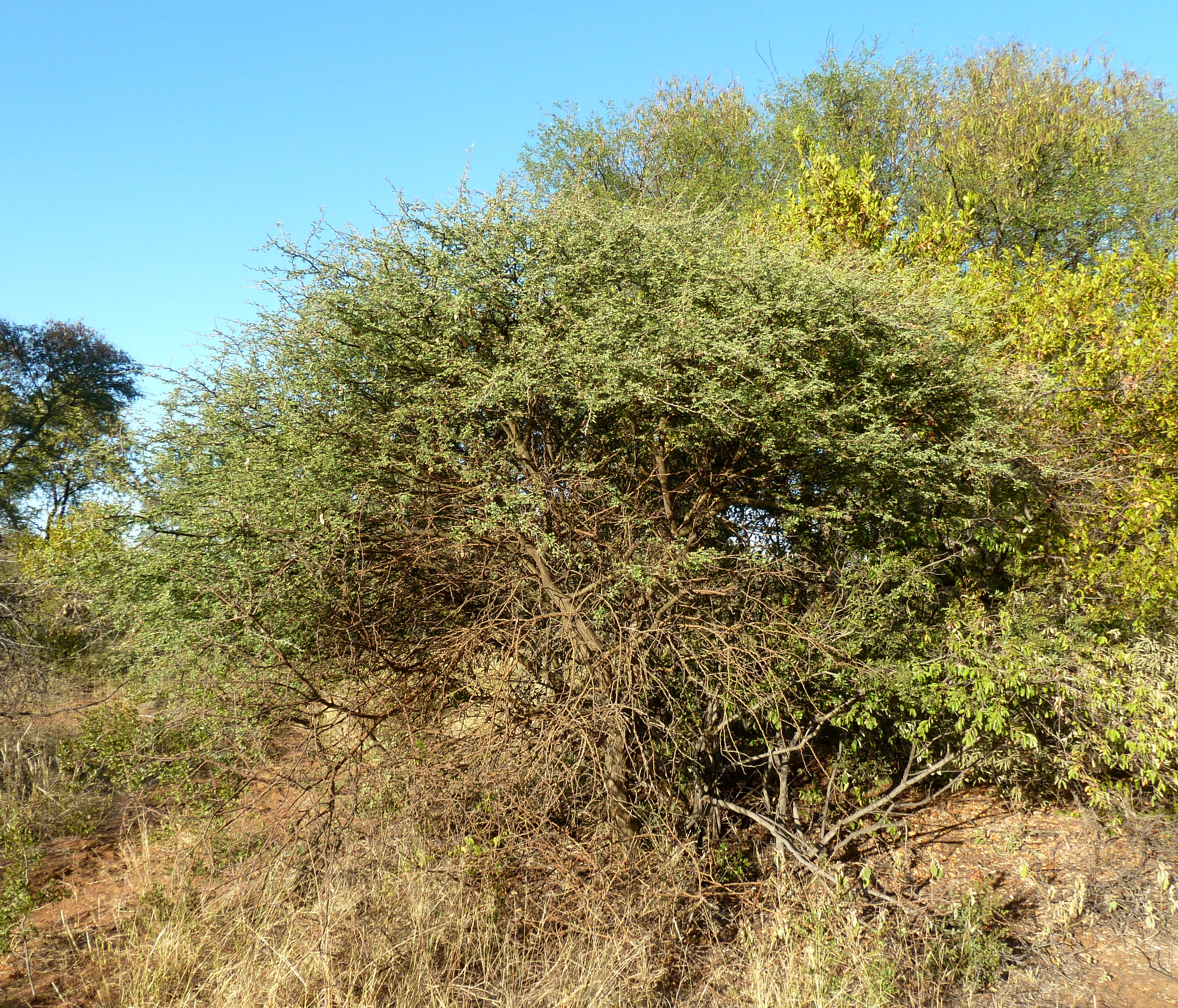
Senegalia mellifera

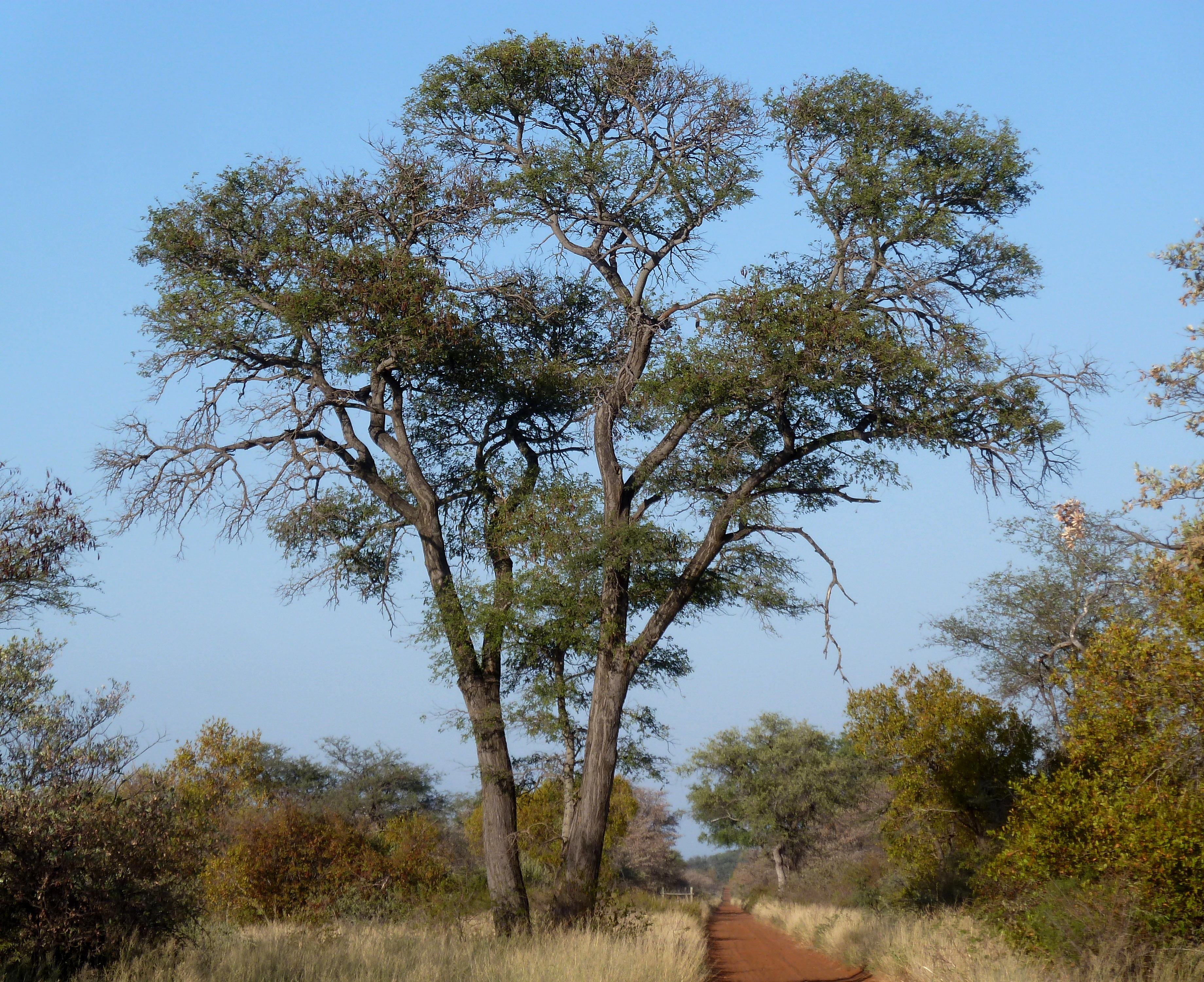
Senegalia nigrescens

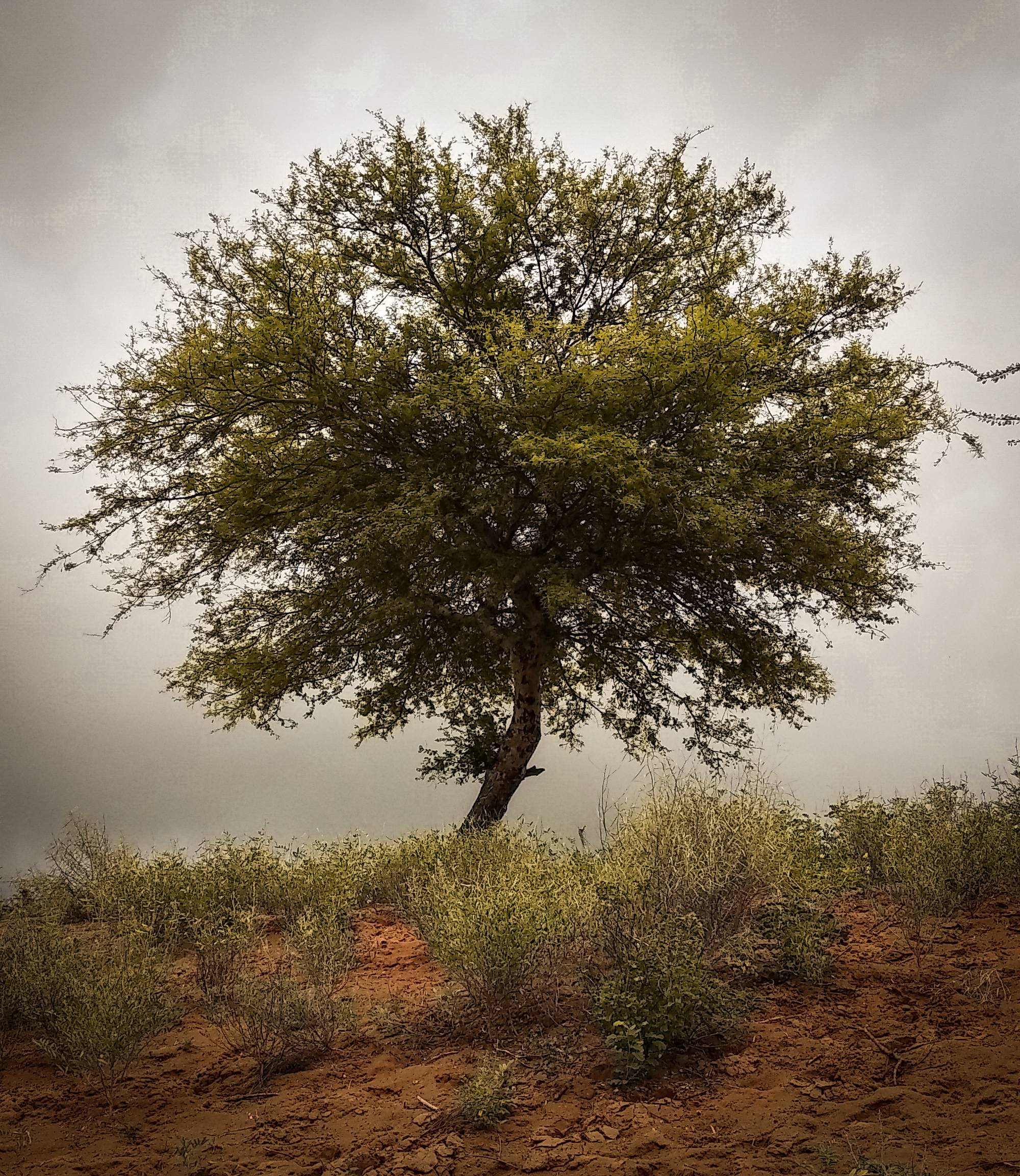
Senegalia senegal

Il genere comprende le seguenti specie:
- Senegalia adenocalyx (Brenan & Exell) Kyal. & Boatwr.
- Senegalia albizioides (Pedley) Pedley
- Senegalia alemquerensis (Huber) Seigler & Ebinger
- Senegalia alexae Seigler & Ebinger
- Senegalia altiscandens (Ducke) Seigler & Ebinger
- Senegalia amazonica (Benth.) Seigler & Ebinger
- Senegalia andamanica (I.C.Nielsen) Maslin, Seigler & Ebinger
- Senegalia angustifolia (Lam.) Britton & Rose
- Senegalia anisophylla (S.Watson) Britton & Rose
- Senegalia ankokib (Chiov.) Kyal. & Boatwr.
- Senegalia aristeguietana (L.Cárdenas) Seigler & Ebinger
- Senegalia asak (Forssk.) Kyal. & Boatwr.
- Senegalia ataxacantha (DC.) Kyal. & Boatwr.
- Senegalia atlantica V.Terra & F.C.P.Garcia
- Senegalia bahiensis (Benth.) Bocage & L.P.Queiroz
- Senegalia baronii (Villiers & Du Puy) Boatwr.
- Senegalia berlandieri (Benth.) Britton & Rose
- Senegalia bonariensis (Gillies ex Hook. & Arn.) Seigler & Ebinger
- Senegalia borneensis (I.C.Nielsen) Maslin, Seigler & Ebinger
- Senegalia brevispica (Harms) Seigler & Ebinger
- Senegalia burkei (Benth.) Kyal. & Boatwr.
- Senegalia caesia (L.) Maslin, Seigler & Ebinger
- Senegalia caffra (Thunb.) P.J.H.Hurter & Mabb.
- Senegalia caraniana (Chiov.) Kyal. & Boatwr.
- Senegalia catechu (L.f.) P.J.H.Hurter & Mabb.
- Senegalia catharinensis (Burkart) Seigler & Ebinger
- Senegalia cearensis V.Terra & F.C.P.Garcia
- Senegalia chariessa (Milne-Redh.) Kyal. & Boatwr.
- Senegalia cheilanthifolia (Chiov.) Kyal. & Boatwr.
- Senegalia chundra (Roxb. ex Rottler) Maslin
- Senegalia circummarginata (Chiov.) Kyal. & Boatwr.
- Senegalia clandestina Maslin, B.C.Ho, H.Sun & L.Bai
- Senegalia comosa (Gagnep.) Maslin, Seigler & Ebinger
- Senegalia condyloclada (Chiov.) Kyal. & Boatwr.
- Senegalia crassifolia (A.Gray) Britton & Rose
- Senegalia croatii Seigler & Ebinger
- Senegalia cupuliformis V.Terra & F.C.P.Garcia
- Senegalia delavayi (Franch.) Maslin, Seigler & Ebinger
- Senegalia densispina (Thulin) Kyal. & Boatwr.
- Senegalia diadenia (R.Parker) Ragup., Seigler, Ebinger & Maslin
- Senegalia donaldi (Haines) Ragup., Seigler, Ebinger & Maslin
- Senegalia donnaiensis (Gagnep.) Maslin, Seigler & Ebinger
- Senegalia duartei Seigler & Ebinger
- Senegalia dudgeonii (Craib) Kyal. & Boatwr.
- Senegalia ebingeri Seigler
- Senegalia emilioana (Fortunato & Ciald.) Seigler & Ebinger
- Senegalia × emoryana (Benth.) Britton & Rose
- Senegalia eriocarpa Kyal. & Boatwr.
- Senegalia erubescens (Welw. ex Oliv.) Kyal. & Boatwr.
- Senegalia erythrocalyx (Brenan) Kyal. & Boatwr.
- Senegalia etilis (Speg.) Seigler & Ebinger
- Senegalia ferruginea (DC.) Pedley
- Senegalia fiebrigii (Hassl.) Seigler & Ebinger
- Senegalia flagellaris (Thulin) Kyal. & Boatwr.
- Senegalia fleckii (Schinz) Boatwr.
- Senegalia fumosa (Thulin) Kyal. & Boatwr.
- Senegalia gageana (Craib) Maslin, Seigler & Ebinger
- Senegalia galpinii (Burtt Davy) Seigler & Ebinger
- Senegalia garrettii (I.C.Nielsen) Maslin, B.C.Ho, H.Sun & L.Bai
- Senegalia gaumeri (S.F.Blake) Britton & Rose
- Senegalia giganticarpa (G.P.Lewis) Seigler & Ebinger
- Senegalia gilliesii (Steud.) Seigler & Ebinger
- Senegalia globosa (Bocage & Miotto) L.P.Queiroz
- Senegalia goetzei (Harms) Kyal. & Boatwr.
- Senegalia gourmaensis (A.Chev.) Kyal. & Boatwr.
- Senegalia grandistipula (Benth.) Seigler & Ebinger
- Senegalia greggii (A.Gray) Britton & Rose
- Senegalia guangdongensis Maslin, B.C.Ho, H.Sun & L.Bai
- Senegalia guarensis (L.Cárdenas & F.García) Seigler & Ebinger
- Senegalia hainanensis (Hayata) H.Sun
- Senegalia hamulosa (Benth.) Boatwr.
- Senegalia harleyi Seigler, Ebinger & P.G.Ribeiro
- Senegalia hatschbachii Seigler, Ebinger & P.G.Ribeiro
- Senegalia hayesii (Benth.) Britton & Rose
- Senegalia hecatophylla (Steud. ex A.Rich.) Kyal. & Boatwr.
- Senegalia hereroensis (Engl.) Kyal. & Boatwr.
- Senegalia hildebrandtii (Vatke) Boatwr.
- Senegalia hoehnei Seigler, M.P.Lima, M.J.F.Barros & Ebinger
- Senegalia hohenackeri (Craib) Ragup., Seigler, Ebinger & Maslin
- Senegalia huberi (Ducke) Seigler & Ebinger
- Senegalia insuavis (Lace) Pedley
- Senegalia interior Britton & Rose
- Senegalia intsia (L.) Maslin, Seigler & Ebinger
- Senegalia irwinii Seigler, Ebinger & P.G.Ribeiro
- Senegalia kallunkiae (J.W.Grimes & Barneby) Bocage & L.P.Queiroz
- Senegalia kamerunensis (Gand.) Kyal. & Boatwr.
- Senegalia kekapur (I.C.Nielsen) Maslin, Seigler & Ebinger
- Senegalia kelloggiana (A.M.Carter & Rudd) C.E.Glass & Seigler
- Senegalia kerrii (I.C.Nielsen) Maslin, B.C.Ho, H.Sun & L.Bai
- Senegalia klugii (Standl. ex J.F.Macbr.) Seigler & Ebinger
- Senegalia kostermansii (I.C.Nielsen) Maslin, Seigler & Ebinger
- Senegalia kraussiana (Meisn. ex Benth.) Kyal. & Boatwr.
- Senegalia kuhlmannii (Ducke) Seigler & Ebinger
- Senegalia kunmingensis (C.Chen & H.Sun) Maslin, B.C.Ho, H.Sun & L.Bai
- Senegalia lacerans (Benth.) Seigler & Ebinger
- Senegalia laeta (R.Br. ex Benth.) Seigler & Ebinger
- Senegalia langsdorffii (Benth.) Bocage & L.P.Queiroz
- Senegalia lankaensis (Kosterm.) Ragup., Seigler, Ebinger & Maslin
- Senegalia lasiophylla (Benth.) Seigler & Ebinger
- Senegalia latifoliola (Kuntze) Seigler & Ebinger
- Senegalia latistipulata (Harms) Kyal. & Boatwr.
- Senegalia lenticularis (Buch.-Ham. ex Benth.) Ragup., Seigler, Ebinger & Maslin
- Senegalia lewisii (Bocage & Miotto) L.P.Queiroz
- Senegalia limae (Bocage & Miotto) L.P.Queiroz
- Senegalia loetteri N.Hahn
- Senegalia loretensis (J.F.Macbr.) Seigler & Ebinger
- Senegalia lowei (L.Rico) Seigler & Ebinger
- Senegalia lozanoi Britton & Rose
- Senegalia lujae (De Wild. & T.Durand) Kyal. & Boatwr.
- Senegalia macbridei (Britton & Rose ex J.F.Macbr.) Seigler & Ebinger
- Senegalia macilenta (Rose) Britton & Rose
- Senegalia macrocephala (Lace) Maslin, B.C.Ho, H.Sun & L.Bai
- Senegalia macrostachya (Rchb. ex DC.) Kyal. & Boatwr.
- Senegalia magnibracteosa (Burkart) Seigler & Ebinger
- Senegalia mahrana (Thulin & Al-Gifri) Ragup., Seigler, Ebinger & Maslin
- Senegalia manubensis (J.H.Ross) Kyal. & Boatwr.
- Senegalia martii (Benth.) Seigler & Ebinger
- Senegalia martiusiana (Steud.) Bocage & L.P.Queiroz
- Senegalia maschalocephala (Griseb.) Britton & Rose
- Senegalia mattogrossensis (Malme) Seigler & Ebinger
- Senegalia meeboldii (Craib) Maslin, Seigler & Ebinger
- Senegalia megaladena (Desv.) Maslin, Seigler & Ebinger
- Senegalia mellifera (Benth.) Seigler & Ebinger
- Senegalia menabeensis (Villiers & Du Puy) Boatwr.
- Senegalia meridionalis (Villiers & Du Puy) Boatwr.
- Senegalia merrillii (I.C.Nielsen) Maslin, Seigler & Ebinger
- Senegalia micrantha Britton & Rose
- Senegalia mikanii (Benth.) Seigler & Ebinger
- Senegalia mirandae (L.Rico) Seigler & Ebinger
- Senegalia modesta (Wall.) P.J.H.Hurter
- Senegalia moggii (Thulin & Tardelli) Kyal. & Boatwr.
- Senegalia monacantha (Willd.) Bocage & L.P.Queiroz
- Senegalia montigena (Brenan & Exell) Kyal. & Boatwr.
- Senegalia montis-salinarum N.Hahn
- Senegalia montis-usti (Merxm. & A.Schreib.) Kyal. & Boatwr.
- Senegalia nigrescens (Oliv.) P.J.H.Hurter
- Senegalia nitidifolia (Speg.) Seigler & Ebinger
- Senegalia noblickii Seigler & Ebinger
- Senegalia obliqua Maslin, B.C.Ho, H.Sun & L.Bai
- Senegalia occidentalis (Rose) Britton & Rose
- Senegalia ochracea (Thulin & A.S.Hassan) Kyal. & Boatwr.
- Senegalia ogadensis (Chiov.) Kyal. & Boatwr.
- Senegalia olivensana (G.P.Lewis) Seigler & Ebinger
- Senegalia orientalis Maslin, B.C.Ho, H.Sun & L.Bai
- Senegalia paganuccii Seigler, Ebinger & P.G.Ribeiro
- Senegalia painteri Britton & Rose
- Senegalia palawanensis (I.C.Nielsen) Maslin, Seigler & Ebinger
- Senegalia paniculata (Willd.) Killip
- Senegalia paraensis (Ducke) Seigler & Ebinger
- Senegalia parviceps (Speg.) Seigler & Ebinger
- Senegalia pedicellata (Benth.) Seigler & Ebinger
- Senegalia peninsularis Britton & Rose
- Senegalia pennata (L.) Maslin
- Senegalia pentagona (Schumach.) Kyal. & Boatwr.
- Senegalia persiciflora (Pax) Kyal. & Boatwr.
- Senegalia pervillei (Benth.) Boatwr.
- Senegalia petrensis (Thulin) Kyal. & Boatwr.
- Senegalia phillippei Seigler & Ebinger
- Senegalia piauhiensis (Benth.) Bocage & L.P.Queiroz
- Senegalia picachensis (Brandegee) Britton & Rose
- Senegalia piptadenioides (G.P.Lewis) Seigler & Ebinger
- Senegalia pluricapitata (Steud.) Maslin, Seigler & Ebinger
- Senegalia pluriglandulosa (Verdc.) Maslin, Seigler & Ebinger
- Senegalia polhillii (Villiers & Du Puy) Boatwr.
- Senegalia polyacantha (Willd.) Seigler & Ebinger
- Senegalia polyphylla (DC.) Britton & Rose
- Senegalia praecox (Griseb.) Seigler & Ebinger
- Senegalia prominens Maslin, B.C.Ho, H.Sun & L.Bai
- Senegalia pruinescens (Kurz) Maslin, Seigler & Ebinger
- Senegalia pseudointsia (Miq.) Maslin, Seigler & Ebinger
- Senegalia pseudonigrescens (Brenan & J.H.Ross) Kyal. & Boatwr.
- Senegalia pteridifolia (Benth.) Seigler & Ebinger
- Senegalia purpusii (Brandegee) Britton & Rose
- Senegalia quadriglandulosa (Mart.) Seigler & Ebinger
- Senegalia rafinesqueana V.Terra & F.C.P.Garcia
- Senegalia recurva (Benth.) Seigler & Ebinger
- Senegalia reniformis (Benth.) Britton & Rose
- Senegalia rhytidocarpa (L.Rico) Seigler & Ebinger
- Senegalia ricoae (Bocage & Miotto) L.P.Queiroz
- Senegalia riparia (Kunth) Britton & Rose
- Senegalia robynsiana (Merxm. & A.Schreib.) Kyal. & Boatwr.
- Senegalia roemeriana (Scheele) Britton & Rose
- Senegalia rostrata (Humb. & Bonpl. ex Willd.) Seigler & Ebinger
- Senegalia rovumae (Oliv.) Kyal. & Boatwr.
- Senegalia rugata (Lam.) Britton & Rose
- Senegalia sakalava (Drake) Boatwr.
- Senegalia saltilloensis Britton & Rose
- Senegalia schlechteri (Harms) Kyal. & Boatwr.
- Senegalia schweinfurthii (Brenan & Exell) Seigler & Ebinger
- Senegalia seigleri Ebinger
- Senegalia senegal (L.) Britton
- Senegalia serra (Benth.) Seigler & Ebinger
- Senegalia somalensis (Vatke) Kyal. & Boatwr.
- Senegalia sororia (Standl.) Britton & Rose
- Senegalia stenocarpa Seigler & Ebinger
- Senegalia stipitata Maslin, B.C.Ho, H.Sun & L.Bai
- Senegalia subangulata (Rose) Britton & Rose
- Senegalia subsessilis Britton & Rose
- Senegalia sulitii (I.C.Nielsen) Maslin, Seigler & Ebinger
- Senegalia tamarindifolia (L.) Britton & Rose
- Senegalia tanganyikensis (Brenan) Kyal. & Boatwr.
- Senegalia tanjorensis (Ragup., Thoth. & A.Mahad.) A.Deshp. & Maslin
- Senegalia tawitawiensis (I.C.Nielsen) Maslin, Seigler & Ebinger
- Senegalia taylorii (Brenan & Exell) Kyal. & Boatwr.
- Senegalia teniana (Harms) Maslin, Seigler & Ebinger
- Senegalia tenuifolia (L.) Britton & Rose
- Senegalia tephrodermis (Brenan) Kyal. & Boatwr.
- Senegalia thailandica (I.C.Nielsen) Maslin, Seigler & Ebinger
- Senegalia thomasii (Harms) Kyal. & Boatwr.
- Senegalia tonkinensis (I.C.Nielsen) Maslin, Seigler & Ebinger
- Senegalia torta (Roxb.) Maslin, Seigler & Ebinger
- Senegalia trijuga (Rizzini) Seigler & Ebinger
- Senegalia tucumanensis (Griseb.) Seigler & Ebinger
- Senegalia × turneri Seigler, Ebinger & C.E.Glass
- Senegalia velutina (DC.) Bocage & L.P.Queiroz
- Senegalia venosa (Hochst. ex Benth.) Kyal. & Boatwr.
- Senegalia verheijenii (I.C.Nielsen) Maslin, Seigler & Ebinger
- Senegalia vietnamensis (I.C.Nielsen) Maslin, Seigler & Ebinger
- Senegalia weberbaueri (Harms) Seigler & Ebinger
- Senegalia welwitschii (Oliv.) Kyal. & Boatwr.
- Senegalia westiana (DC.) Britton & Rose
- Senegalia wrightii (Benth.) Britton & Rose
- Senegalia yunnanensis (Franch.) Maslin, Seigler & Ebinger
- Senegalia × zamudioi Seigler, Ebinger & C.E.Glass
- Senegalia zizyphispina (Chiov.) Kyal. & Boatwr.